# Orgull crític

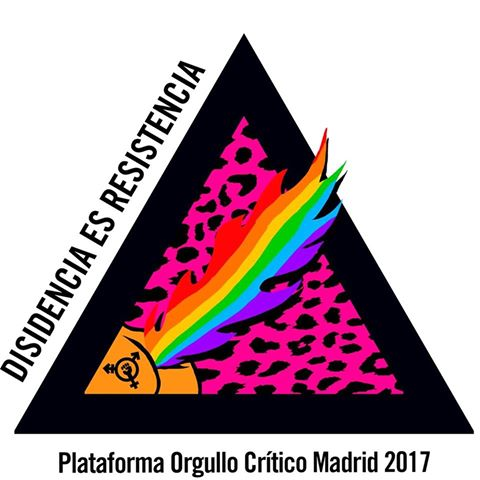
Logo de l'Orgull Crític de Madrid de 2017.

Orgull crític (en castellà, Orgullo crítico) és el nom de diverses manifestacions de protesta de persones LGBTI efectuades en diverses ciutats espanyoles, alternatives als orgulls oficials, els quals són considerats despolititzats i institucionalitzats.
El moviment reclama la no mercantilització i la repolitització de l'Orgull així com una forta crítica al capitalisme rosa, la gentrificació, la homonormativitat, el pinkwashing o l'homonacionalisme.
L'orgull crític va començar organitzant-se en 2006 a Madrid com a manifestació alternativa al MADO, recuperant la data del 28 de juny per recordar l'esperit de lluita de Stonewall amb una perspectiva anticapitalista, transfeminista, antiracista i anticapacitista.